# Beauprea crassifolia
Beauprea crassifolia là một loài thực vật thuộc họ Proteaceae. Đây là loài đặc hữu của New Caledonia.